# Detsha-Kloster
| Tibetische Bezeichnung                      |
| ------------------------------------------- |
| Tibetische Schrift: ལྡེ་ཚའི་དགོན་པ།             |
| Wylie-Transliteration: lde tsha'i dgon pa   |
| Andere Schreibweisen: Detsha Trashi Chöding |
| Chinesische Bezeichnung                     |
| Vereinfacht: 支扎寺; 支扎下寺               |
| Pinyin:Zhizha si; Zhizha Xiasi              |

Das Detsha-Kloster oder Detsha Trashi Chöding (tib.: lde tsha bkra zhis chos sdings, chin.: 支扎寺) ist ein Kloster der Gelugpa-Schule des tibetischen Buddhismus im zentralen Amdo. Das 1903 gegründete Kloster liegt im Kreis Hualong der Hui (tib. Bayan Khar; Wyl.: ba yan mkhar) der nordwestchinesischen Provinz Qinghai.
Shedrub Gyatsho (bshad sgrub rgya mtsho) schrieb eine Geschichte dieses Klosters.